# التاريخ الشامل لإيران
التاريخ الشامل لإيران (الفارسية: تاریخ جامع ایران) هي سلسلة كتب مكونة من عشرين مجلدًا تتناول جوانب مختلفة من التاريخ السياسي والاجتماعي والثقافي لإيران منذ ما قبل الإسلام وحتى انقراض سلالة القاجار. استغرقت عملية البحث والتجميع وكتابة هذا الكتاب المتعدد المجلدات 14 عامًا. تتناول المجلدات الخمسة الأولى من هذه السلسلة فترة إيران القديمة، وتتناول المجلدات الخمسة عشر الأخرى تاريخ إيران في العصر الإسلامي، والتاريخ السياسي والاجتماعي والثقافي والعلمي والأدبي والفني. لقد تم الاستعانة بمائة وسبعين مؤلفًا أجنبيًا ومحليًا لكتابة هذا الكتاب المكون من عدة مجلدات.

## التكوين والإصدار
أُعد كتاب التاريخ الشامل لإيران على مدى أربعة عشر عامًا من أكثر من 170 باحثًا، تحت إشراف كاظم موسوي بوجنوردي [الإنجليزية] وتحت رعاية مؤسسة الموسوعة الإسلامية [الإنجليزية].
كُشف عن عشرة مجلدات من هذا الكتاب في عام 2014 وأُصدرَت مجموعته الكاملة في 16 حزيران 2015 بحضور مجموعة من المفكرين والمسؤولين المحليين، بما في ذلك علي جنتي، وزير الثقافة والإرشاد الإسلامي في إيران آنذاك، وأكبر هاشمي رفسنجاني، رئيس مجلس تشخيص مصلحة النظام، في مركز الموسوعة الإسلامية.

## المتعاونون
لقد تعاون في إعداد هذا الكتاب الذي يتكون من عشرين مجلدًا ما مجموعه 167 شخصًا. 

## طالع أيضًا
- تاريخ كامبريدج لإيران
- الموسوعة الإيرانية
- الموسوعة الإسلامية
- إيران بين ثورتين
- فوكو في إيران

## روابط خارجية
- الكشف عن التاريخ الشامل لإيران – تقرير مصور
- حفل إزاحة الستار عن كتاب التاريخ الشامل لإيران – تقرير مصور
- التاريخ الشامل لإيران على أمازون
- التاريخ الشامل لإيران على موقع Bibliographia Iranica
- التاريخ الشامل لإيران في عشرين مجلدًا
- التاريخ الشامل لإيران على موقع Goodreads